# Boninit
Boninit je extrémně vysoce hořečnatá výlevná hornina andezitového typu s vyšším obsahem ortopyroxenu. Vznikem je příbuzná s horninou komatiitů. Předpokládá se, že její vznik je spojen s ranými fázemi subdukčního rozhraní litosférických desek. Název horniny je odvozen od ostrovního oblouku v Japonsku Izu-Bonin.
V roce 2009 se podařilo zachytit během podmořské sopečné erupce vznik boninitu.